# Ophiomyia scaevolana
Ophiomyia scaevolana este o specie de muște din genul Ophiomyia, familia Agromyzidae, descrisă de Shiao și Wu în anul 1997.
Este endemică în Taiwan. Conform Catalogue of Life specia Ophiomyia scaevolana nu are subspecii cunoscute.